# ニューポール 14
ニューポール 14 A.2
- 用途：偵察機
- 製造者：ニューポール
- 運用者：フランス軍事航空隊
- 初飛行：1915年9月
- 生産数：100機
- 運用開始：1916年
- 運用状況：退役済

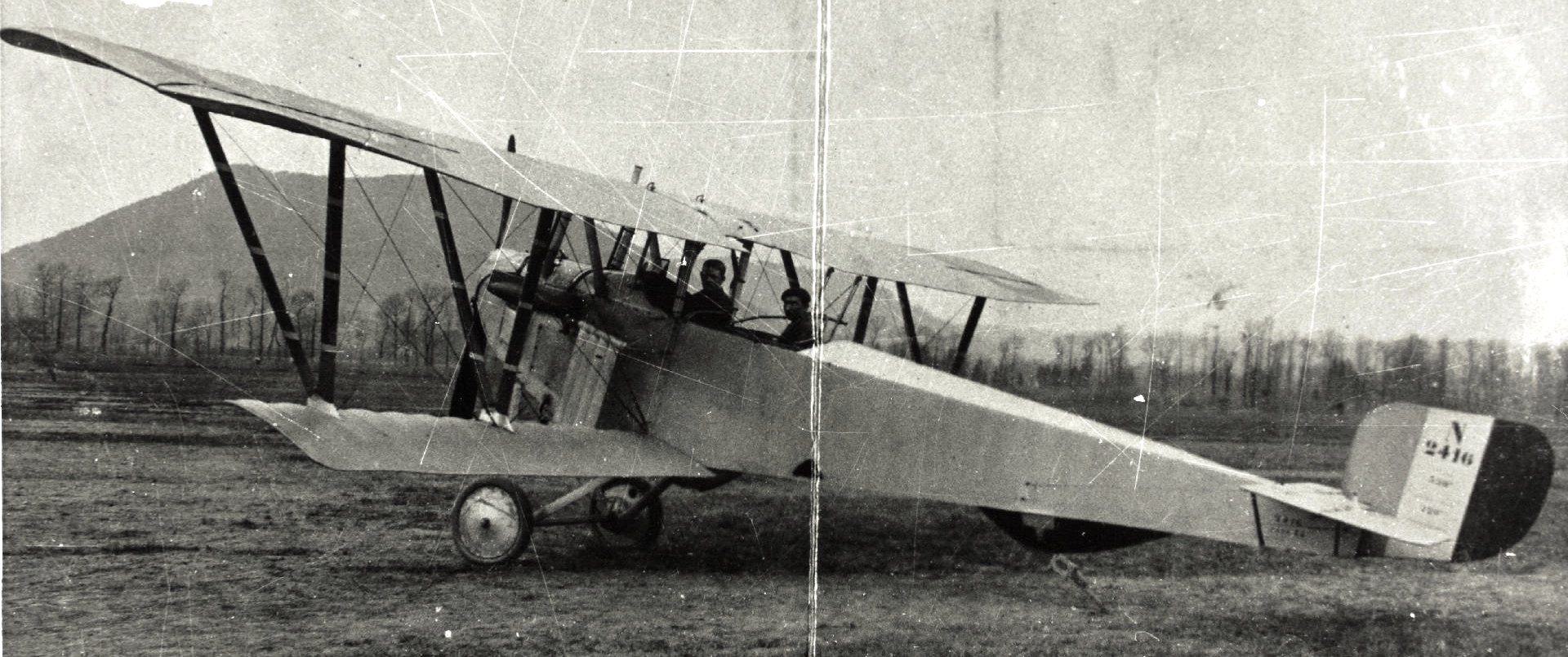
ニューポール 14

ニューポール 14（近年の情報源ではニューポール XIV A.2）は第一次世界大戦期のフランスで生産された複葉（一葉半方式〈セスキプラン〉）の軍用偵察機である。フランス陸軍が1916年に配備したが、短期間のうちに前線から退けられた。

## 開発
フランス軍事航空隊が1915年夏に出した、爆装して往復180 km (110 mi)を飛行可能な複座偵察機の発注に応じて開発された。ニューポール社はニューポール 12偵察機をもとに開発を進め、機首のイスパノ・スイザ 8エンジンとの釣り合いを取るために胴体を伸ばし、張間（ベイ）を追加して翼幅を延長した。 エンジン搭載方法の改善や翼面積の28 m2 (300 sq ft)から30 m2 (320 sq ft)への増積等で設計は長期化し、ようやく就役したのは1916年半ばのこととなった。
さらにエンジンを強化し機体を大型化した発展型はニューポール 15となった。
ニューポール 14を源流には持つが直接の関係はない機体も3機製造された。いずれも機首ラジエーター、単張間の主翼、背部が膨らんだ胴体を持つ。1機は視界改善のために主翼に大きな切り欠きを設け、Lorraine-Dietrich 8A （180 hp (130 kW) ）を搭載した。もう1機は150 hp (110 kW) イスパノ・スイザエンジン、3機目は220 hp (160 kW) イスパノ・スイザエンジンと三日月翼を備えた。
軍用機としての失敗に伴い、複式操縦装置と転覆事故を防ぐための機首補助輪を持ち、原型のV-8エンジンに代えてル・ローヌ 9C（80 hp (60 kW)）を搭載した練習機専用型のニューポール 14 エコル（École）が開発された。生産済みの機体を転用したものもあった可能性がある。さらに開発が進むと練習機型にはニューポール 82 E.2の型式名が新たに与えられ、"Grosse Julie"（"Big Julie"）」の愛称が付けられた。

## 運用歴
偵察飛行隊への配備は1916年末に、旧式化したヴォワザン IIIやヴォワザン Vを置き換えるかたちで始まった。しかしイスパノ・スイザエンジンがSPAD 7戦闘機向けに必要とされたこと、ニューポール 14を装備予定だった第102飛行隊 (フランス空軍)（英語: Escadrille 102）・第103飛行隊 (フランス空軍)（英語: Escadrille 103）などの部隊が戦闘機部隊に転換しニューポール 17を運用したことにより、優先順位の変更が行われ、生産数が削減された。
早期の生産停止に伴い、残存機は訓練任務と、問題を起こしがちだった機胴側面のハゼット（Hazet）・ラジエーターに改修が加えられてからは部隊の雑用機に充てられた。ニューポール 14が軍用機として用いられたのはフランスにおいてのみであったが、ニューポール82はより広く用いられた。フランスの飛行学校以外では、ブラジルが9機のニューポール 82を1919年から1924年の間使用した。日本も少数機を、少なくとも民間登録記号J-TOXCの1機を運用した。ネイティブ・アメリカンおよびアフリカ系アメリカ人の最初の女性飛行士であるベッシー・コールマンはフランスでニューポール 82による訓練を受けた。

## 派生型
- ニューポール 14 A.2 - 140 hp (100 kW)エンジン付試作偵察機の制式名。
- ニューポール 114bis A.2 - 175 hp (130 kW)エンジン付の生産型偵察機の名称。
- ニューポール 14 E.2 - 練習機型の当初名称。
- ニューポール 82 E.2 - 80 hp (60 kW)エンジン付の練習機専用型。

## 運用者
フランス
- 軍事航空隊（英語版）
  - 第62飛行隊 (フランス空軍)（英語版）[7]
  - 第69飛行隊 (フランス空軍)（英語版）[8]
  - 第112飛行隊 (フランス空軍)（英語版）[9]
  - Escadrille 202 （少なくとも1機を運用）
  - Escadrille 210 （1機を運用[10]）

 ブラジル
ブラジル陸軍航空隊
 日本
大日本帝国陸軍航空部隊

## 性能諸元

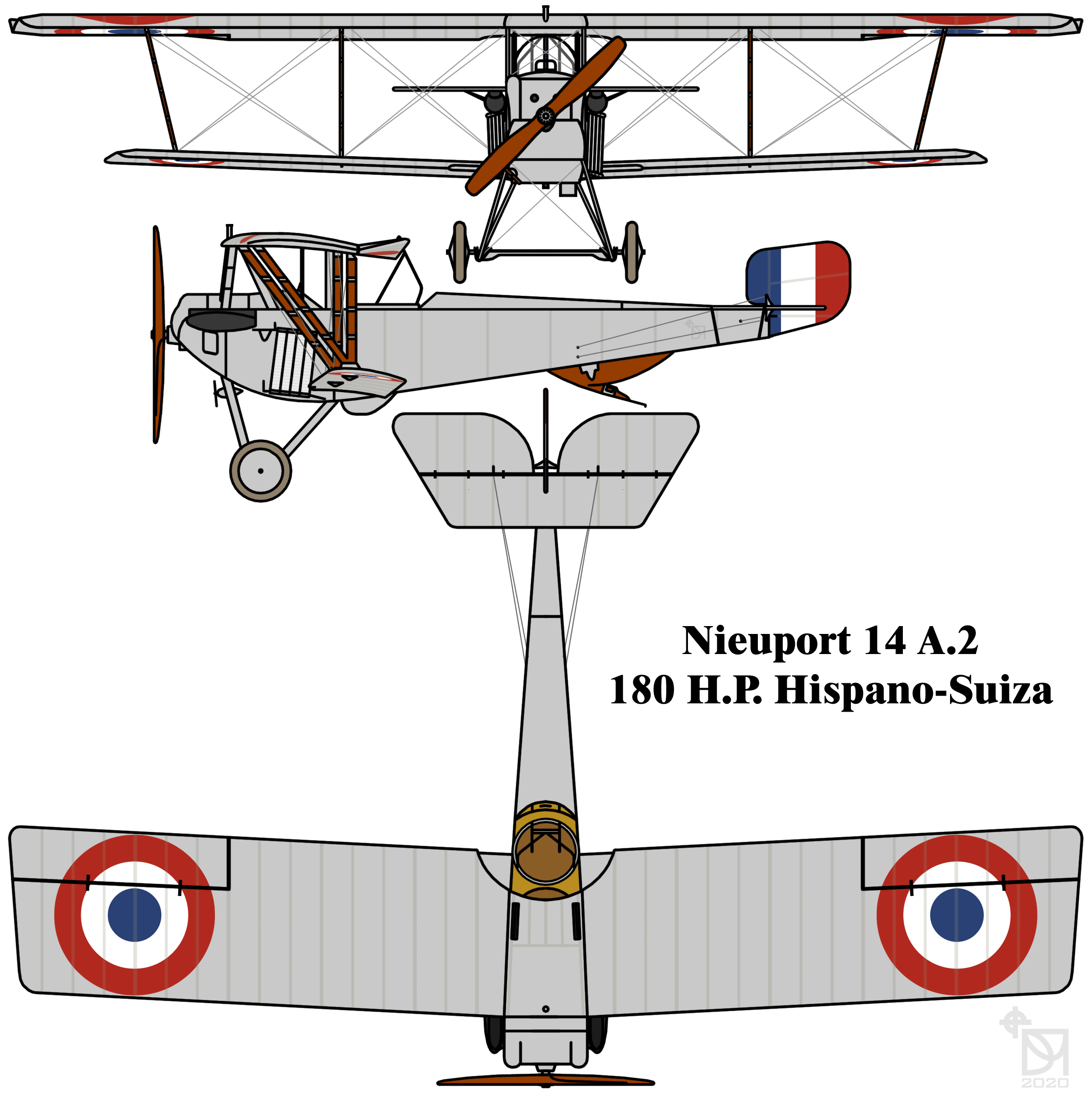
ニューポール 14の三面図

出典: Nieuport Aircraft of World War One and French Aircraft of the First World War
諸元
- 乗員: 2 （操縦員・偵察員）
- 全長: 7.90 m
- 全高: 2.65 m
- 翼幅: 11.90 m
- 翼面積: 30.0 m2
- 空虚重量: 620 kg
- 有効搭載量: 1,030 kg
- 動力: イスパノ・スイザ 8（英語版）Aa 液冷V-8ピストンエンジン、 （175  hp、プロペラ: Régy 326またはEclair 8  （2翅木製固定ピッチ、直径2.60 m[11]））   × 1

性能
- 最大速度: 

  - 155 km/h (96 mph; 84 kn) （海面高度）
  - 138 km/h (86 mph; 75 kn) （2,000 m (6,600 ft)）
  - 129 km/h (80 mph; 70 kn) （3,000 m (9,800 ft)）
- 上昇率: 2,000 m (6,600 ft)まで15分
- 航続時間: 3時間

武装
- 固定武装: *1 × 0.303 in (7.7 mm) ルイス機関銃 （訓練に使用可、後席の偵察員用にイティヴィ（Etévé）環状銃架）で搭載）
- 4 x 120 mm (4.7 in) 爆弾

## 参照
1. ↑  Taylor, 1989, p.697
2. 1 2 3  Hartmann, Gérard (2006年). “Les Nieuport de la guerre”. La Coupe Schneider et hydravions anciens/Dossiers historiques hydravions et moteurs. p. 12. 2008年11月7日閲覧。
3. 1 2 3 4 5  Sanger, 2002, 41–44, 71
4. ↑  Davilla, 1997, p.374-375
5. 1 2  Davilla, 1997, p.374
6. ↑  Pollard, Justin (2019年6月26日). “The eccentric engineer: the highs and lows of Bessie Coleman, America's first black female pilot”. 2019年8月6日閲覧。
7. ↑  Denis, Albin (2019年3月). “Escadrille MF 62 - N 62 - SPA 62” (French). 2019年8月6日閲覧。
8. ↑  Denis, Albin (2019年3月). “Escadrille N 69 - SPA 69” (French). 2019年8月6日閲覧。
9. ↑  Denis, Albin (2019年3月). “Escadrille V 29 - VB 112 - N 112 - SPA 112” (French). 2019年8月6日閲覧。
10. ↑  Denis, Albin (2019年3月). “Section aertillerie lourde V 210 - Section artillerie lourde F 210 F 210 - R 210 - C 210 - BR 210” (French). 2019年8月6日閲覧。
11. ↑  Hartmann, 2015, p.20